# Pneumaturie
Unter einer Pneumaturie (altgriechisch πνεῦμα pneuma, deutsch ‚Luft‘; οὖρον ouron, deutsch ‚Harn‘) versteht man die Ausscheidung von Gasen mit dem Urin.

## Ursachen

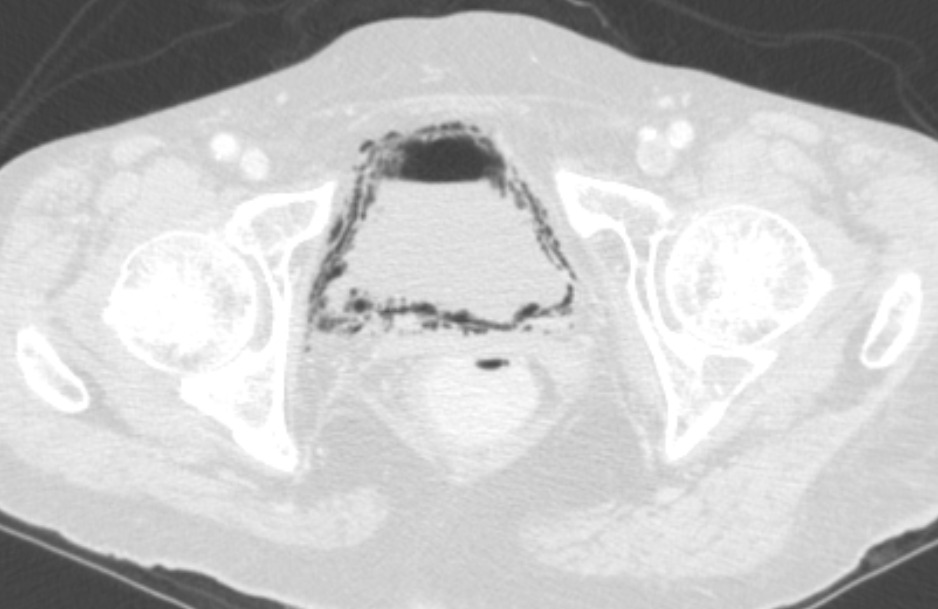
Emphysematöse Zystitis in der Computertomographie (Lungenfenster zur besseren Kontrastierung der Gaseinlagerungen).

Ursächlich zugrunde liegt in einem Teil der Fälle eine Fistelbildung zwischen Harnblase und einem lufthaltigen Hohlorgan wie Dickdarm oder Scheide, die als Komplikation von chronisch-entzündlichen Darmerkrankungen wie dem Morbus Crohn, eines operativen Eingriffes, im Rahmen einer Divertikulitis oder eines kolorektalen Karzinoms auftreten kann.
Bei Diabetikern kommen überdies selten Harnwegsinfektionen mit Mikroorganismen (Bakterien, Candida albicans) vor, welche die vermehrt mit dem Harn ausgeschiedene Glukose unter Gasbildung enzymatisch abbauen (emphysematöse Zystitis).